# Epomoforinis
Els epomoforinis (Epomophorini) són una tribu de ratpenats de la família dels pteropòdids. El gènere inclou unes setze espècies que viuen a Àfrica, sobretot a la part subsahariana del continent.
Els epomoforinis s'alimenten majoritàriament de fruita (com ara figues, mangos, guaiabes i plàtans), de la qual consumeixen principalment el suc i les parts toves. Fan servir els llavis per agafar la fruita i els ullals per pelar-la, després del qual la premen contra les genives amb la llengua i en xuclen el suc.